# ستيوارت هيندري
ستيوارت هيندري (بالإنجليزية: Stuart Hendrie)‏ هو لاعب كرة قدم بريطاني، ولد في 1 نوفمبر 1989 في سوليهل في المملكة المتحدة. لعب مع نادي أثرستون تاون ونادي تاموورث ونادي ستوربريدج ونادي والسول.

## وصلات خارجية
- ستيوارت هيندري على موقع قاعدة بيانات كرة القدم.إي يو (الإنجليزية)
- ستيوارت هيندري على موقع Soccerbase.com (لاعب) (الإنجليزية)
- ستيوارت هيندري على موقع Soccerway.com (الإنجليزية)